# Yolanda Díaz
assinatura
Yolanda Díaz Pérez (Fene, A Corunha, 6 de maio de 1971) é uma advogada laboral e política espanhola, ministra de Trabalho e Economia Social desde janeiro de 2020 e segunda vice-presidenta do Governo de Espanha desde julho de 2021. Entre março de 2021 e julho de 2021 também exerceu como terceira vice-presidenta do Governo de Espanha.
Desde 2022 é a fundadora e imagem principal da plataforma Sumar.
Ex-líder de Esquerda Unida, da qual se desvinculou em 2019, depois de ter participado em diversas campanhas eleitorais na Galiza, também foi militante do Partido Comunista de Espanha. Fez parte da coligação Alternativa Galega de Esquerda  em 2012, da coligação Em Maré em 2015 e 2016, e de  Em Comum em 2019. Apresentou-se nas listas de Unidas Podemos ao Congresso dos Deputados em três ocasiões, desde sua configuração também como coligação eleitoral em 2016.
É filha de Suso Díaz, militante do Partido Comunista de Espanha e ex-secretario geral das Comissões Operárias na Galiza; também o seu tio Xosé Díaz foi membro do Partido Comunista da Galiza e deputado no Parlamento de Galiza pelo Bloco Nacionalista Galego entre 1997 e 2005.
Licenciou-se em Direito na Universidade de Santiago de Compostela. Posteriormente, realizou um curso superior em Relações Laborais pela Universidade de Santiago de Compostela (1997), um curso em direcção de pessoal e recursos humanos da Confederação de Empresários da Galiza (1997) e um curso em Direito urbanístico e Classificação do território pela Universidade de Santiago de Compostela (2006-2007). Também fez formação complementar em Segurança Social, contratação laboral, administração e poder político e sobre género.
Iniciou-se numa sociedade de advogados em Santiago de Compostela, tendo aberto o seu próprio escritório em 1998 na cidade galega de Ferrol.

## Vida política

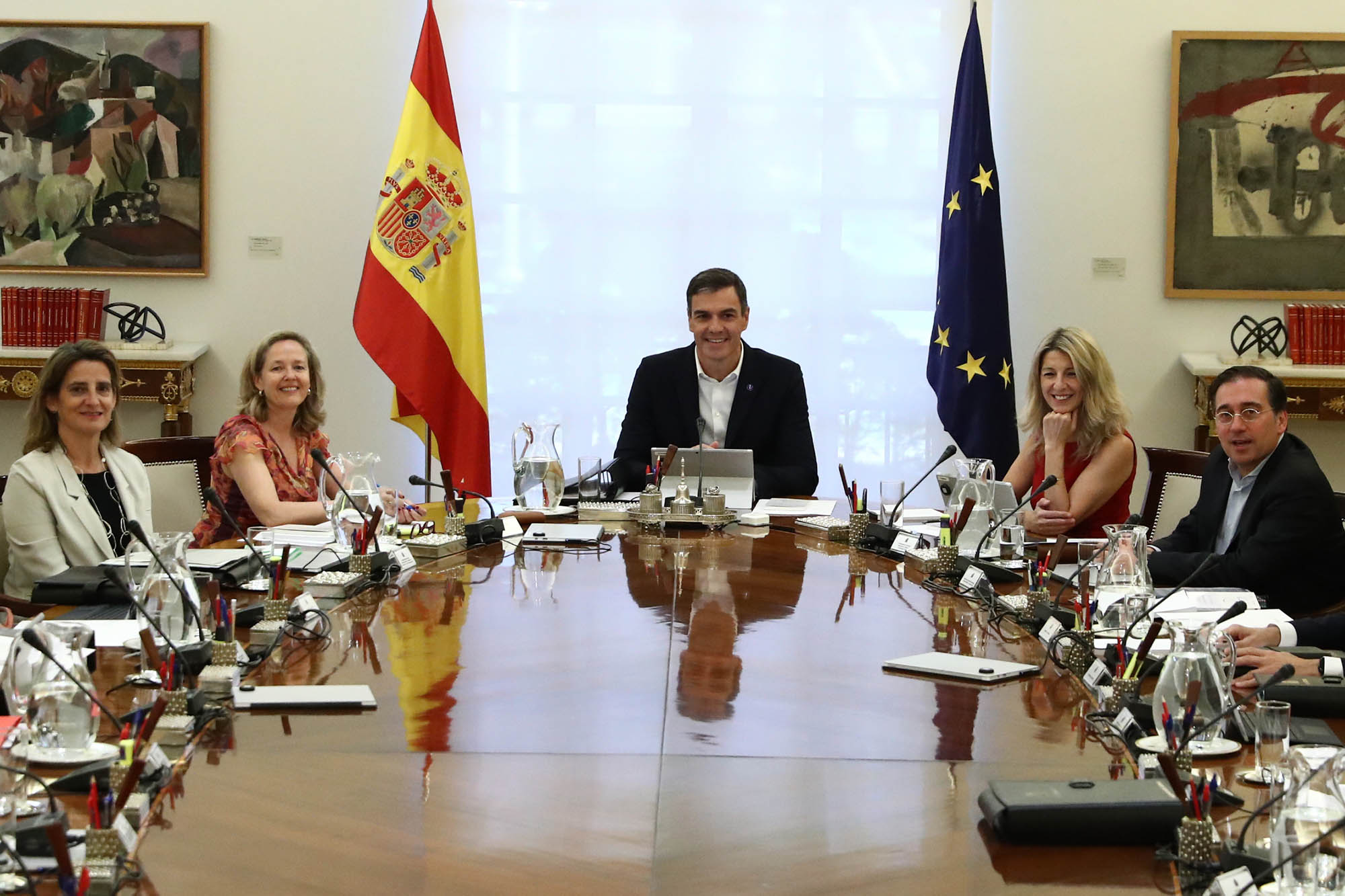
O presidente do Governo, Pedro Sánchez, junto às vice-presidentes primeira, Nadia Calviño, segunda, Yolanda Díaz, e terceira, Teresa Ribera, e ao ministro dos Assuntos Exteriores, União Europeia e Cooperação, José Manuel Albares.

Em 2007, quando se converteu em vereadora nessa mesma localidade, seguiu exercendo advocacia.  Acedeu à coordenação nacional de Esquerda Unida em 2005, sendo a candidata da formação à presidência da Junta de Galiza nas eleições desse ano. Obteve cerca de 12 mil votos (0,8 %), convertendo-se na quarta força política da Galiza. Nas eleições municipais de 2007, foi a cabeça de lista da formação à Câmara Municipal de Ferrol, um dos lugares onde Esquerda Unida normalmente obtém as suas melhores percentagens de voto em toda a Galiza. Com 5203 votos (14,19 %), traduziram-se em quatro vereadores. Depois de formalizar um acordo para um governo de coligação com o PSG-PSOE, apoiou o candidato municipal socialista Vicente Luis Irisarri Castro do Bloco Nacionalista Galego, constituindo-se um governo municipal presidido por Irisarri com Díaz como principal vereadora. No entanto, a coligação dissolveu-se em outubro de 2008, permanecendo a advogada como porta-voz do seu grupo.
Díaz apoiou a candidatura de Cayo Lara à coordenação geral de Esquerda Unida na IX Assembleia, sendo desde então (dezembro de 2008), responsável pela secretaria de Políticas Sociais dentro da comissão executiva de IU.
Foi a candidata de Esquerda Unida à presidência da Junta de Galiza nas eleições autonómicas de 2009, sem conseguir representação. Encabeçou a lista de candidatos de Esquerda Unida nas eleições ao Parlamento de Galiza de 2012, celebradas a 21 de outubro de 2012. Uma candidatura em que finalmente Esquerda Unida formou coligação com Anova-Irmandade Nacionalista, Espazo Ecosocialista Galego e Equo-Galiza, constituindo uma lista única denominada Alternativa Galega de Esquerda (AGE), com nove deputados e detendo a vice-presidencia do grupo no Parlamento de Galiza. Nas eleições gerais de 2015, quando a coligação de âmbito galego Em Maré, formada por Podemos, Anova e Esquerda Unida, bem como diferentes alianças e agrupamentos, obtiveram sucesso nas eleições municipais de maio de 2015 (Maré Atlántica, Compostela Aberta e Ferrol em Comum), com a eleição de seis deputados, Yolanda Díaz incorpora-se como n.º 2 pela província da Corunha. Esta coligação foi formada em novembro de 2015 para competir em ditas eleições gerais, pese à posição na contramão de grande parte da militancia de Esquerda Unida.
Como parte do acordo entre os partidos, a coligação apareceu nas papeletas com o nome Em Maré (Podemos-Em Maré-Anova-EU). Ainda que a intenção mostrada pela mesma era constituir-se como grupo próprio no Congresso, finalmente, e ante a reiterada negativa da Mesa do Congresso em reconhecer o direito a grupo próprio, acabaram por integrar no grupo parlamentar de Podemos, que se constituiu como grupo confederal. Em Maré esteve em igualdade de condições com o agrupamento parlamentar catalão e valenciano: porta-vozes próprios, agenda e manejo dos recursos próprios e autonomia política.
Em 3 de junho de 2017 deixa de ser coordenadora nacional de Esquerda Unida, relevando no cargo Eva Solla. Abandonou a militancia na Esquerda Unida em outubro de 2019, no entanto, seguiu como militante no PCE. A partir de então começou um percurso paralelo a Unidas Podemos, que pretende terminar na construção de um espaço amplo e transversal que funcione de projecto político aglutinador à esquerda do PSOE.

### Ministra do Trabalho e Economia Social
Em janeiro de 2020, o presidente do Governo, Pedro Sánchez, designou-a ministra de Trabalho e Economia Social com motivo da formação de um governo de coligação entre o Partido Socialista Operário Espanhol e Unidas Podemos.
Como ministra de Trabalho, participou na negociação que conseguiu uma subida do salário mínimo interprofesional em Espanha até os 965 euros mensais em 14 pagamentos, além da revogação do despedimento por baixa médica. Também interveio no envio de inspeções de trabalho ao sector agrário para supervisionar as condições laborais dos trabalhadores do sector. Durante a pandemia provocada pela COVID-19 proibiu os despedimentos e esteve à frente dos trâmites dos ERTE.

#### Salário mínimo
A 21 de dezembro de 2018 aprovou-se o decreto que fixava o salário mínimo para 2019 em 900 euros, a maior subida desde 1977, para oferecer uma remuneração «equitativa e suficiente» e se aproximar a 60% do salário médio recomendado pelo Comité Europeu de Direitos Sociais. Num primeiro momento o Banco de Espanha e a AIReF estimaram que dita subida poderia implicar a destruição de até 120 000 e 40 000 postos de trabalho respectivamente. No final de 2019 o Governo remeteu à AIReF um relatório no que afirmava que a subida não tinha tido impacto no emprego, pelo que esta, baseando-se em dito relatório, alterou o seu prognóstico em conformidade.

#### Reforma laboral
A reforma laboral de 2022, liderada pela ministra Yolanda Díaz, foi pactada com a Confederação Espanhola de Organizações Empresariais (CEOE) e com os principais sindicatos, algo que nunca tinha ocorrido. Não revoga alguns aspectos da anterior reforma laboral do governo de Mariano Rajoy, do Partido Popular, só a modifica, e não toca nas indemnizações por despedimento. Procura principalmente reduzir o trabalho temporal e a taxa de desemprego. A mudança mais importante é que se reduzem o número de tipos de contratos, passando a considerar-se indefinidos, existindo paralelamente dois tipos de contratos temporários circunstanciais (por circunstâncias de produção para determinados sectores ou circunstâncias especiais concretas), e por substituição. O contrato fixo descontinuado fica unicamente orientado a tarefas de carácter sazonal, como a hotelaria. Os ERTEs consolidam-se como mecanismo de ajuda a empresas em dificuldades económicas em momentos de crises.

### Segunda Vice-presidenta do Governo
Depois da renúncia de Pablo Iglesias como vice-presidente e ministro de Direitos Sociais e Agenda 2030 para se apresentar às eleições à Assembleia da Comunidade de Madrid de maio de 2021, foi nomeada terceira vice-presidenta do Governo. Depois da destituição de Carmen Calvo como vice-presidenta primeira do Governo e a redução de quatro a três vicepresidencias,  foi assim promovida.
Em novembro de 2021, anunciou sua intenção de criar uma plataforma política para apresentar-se às próximas eleições gerais de Espanha, começando um "processo de escuta" depois das férias de Natal. Este novo projecto político identificou-se publicamente como uma "frente ampla". Também anunciou no mesmo mês que, antes do fim do ano, a reforma laboral implantada pelo governo de Mariano Rajoy seria revogada e substituída por uma nova, em negociações, o que acabou por acontecer a 3 de fevereiro de 2022.
A materialização de seu projeto de escuta teve lugar com um ato denominado “Outras políticas”, celebrado no Teatro Olympia de Valencia a 13 de novembro de 2021, onde se reuniu com mulheres do âmbito da esquerda transformadora de diferentes partidos, sendo as mesmas: a presidente da câmara municipal de Barcelona, Ada Colau (Barcelona em Comú); a vice-presidenta primeira e conselheira de Igualdade da Comunidade Valenciana, Mónica Oltra (Compromís); a líder da oposição na Assembleia de Madrid, Mónica García (Más Madrid); e a deputada da oposição na Assembleia de Ceuta, Fátima Hamed (Movimento pela Dignidade e a Cidadania).

### Novo partido político: Sumar
A 19 de maio de 2022, registou uma nova plataforma política com o nome Sumar, com o objectivo de unir forças para as próximas eleições legislativas espanholas, liderando a iniciativa. A partir de junho desse mesmo ano, Sumar começou um «processo de escuta» por todo o país para conhecer as necessidades da cidadania e construir um projecto político que as representasse.
O primeiro ato público da iniciativa teve lugar o 8 de julho no "Matadero de Madrid", e contou com mais de cinco mil participantes.
Posteriormente, a plataforma continuou seu processo de escuta, desta vez focando os problemas e incertezas da juventude, e também uma visão ecologista muito marcada. A iniciativa visitou diversas cidades de Espanha após o verão de 2022, incluindo Galiza, a terra natal de Yolanda Díaz, Bilbao, Gijón, Sabadell, Mérida, Pamplona, Logronho e Valência.
Finalmente, em 2 de abril de 2023, Sumar apresentou seu projeto no polidesportivo Antonio Magariños de Madrid, tendo em vista as eleições legislativas de dezembro, apresentando-se como candidata à presidência do Governo.